# Athlītikī Enōsī Kition 2022-2023
Questa voce raccoglie le informazioni riguardanti l'Athlītikī Enōsī Kition nelle competizioni ufficiali della stagione 2022-2023.

## Rosa
| N. |                                 | Ruolo | Calciatore            |
| -- | ------------------------------- | ----- | --------------------- |
| 1  | Bosnia ed Erzegovina (bandiera) | P     | Kenan Pirić           |
| 3  | Spagna (bandiera)               | D     | Mikel González        |
| 4  | Serbia (bandiera)               | D     | Nenad Tomović         |
| 5  | Spagna (bandiera)               | D     | Ismael Casas          |
| 6  | Spagna (bandiera)               | C     | Oier Sanjurjo         |
| 7  | Portogallo (bandiera)           | C     | Gus Ledes             |
| 8  | Portogallo (bandiera)           | A     | Bruno Gama            |
| 9  | Venezuela (bandiera)            | A     | José Romo             |
| 10 | Macedonia del Nord (bandiera)   | A     | Ivan Tričkovski       |
| 11 | Francia (bandiera)              | A     | Imad Faraj            |
| 12 | Portogallo (bandiera)           | A     | Rafa Lopes            |
| 13 | Cipro (bandiera)                | P     | Dimitrios Stylianidis |
| 14 | Spagna (bandiera)               | D     | Ángel García          |
| 15 | Bosnia ed Erzegovina (bandiera) | D     | Hrvoje Miličević      |
| 16 | Venezuela (bandiera)            | D     | Roberto Rosales       |
| 17 | Spagna (bandiera)               | C     | Pere Pons             |
| 19 | Nigeria (bandiera)              | A     | Victor Olatunji       |
| 20 | Venezuela (bandiera)            | A     | Mathías González      |
| 21 | Cipro (bandiera)                | D     | Nikos Englezou        |
| 24 | Cipro (bandiera)                | D     | Kypros Christoforou   |

| N. |                     | Ruolo | Calciatore                |
| -- | ------------------- | ----- | ------------------------- |
| 25 | Serbia (bandiera)   | P     | Miloš Gordić              |
| 29 | Cipro (bandiera)    | C     | Giōrgos Naoum             |
| 30 | Cipro (bandiera)    | D     | Henry Bates Andreou       |
| 35 | Cipro (bandiera)    | D     | Pavlos Charalampous       |
| 38 | Cipro (bandiera)    | P     | Ioakim Toumpas            |
| 45 | Ungheria (bandiera) | A     | Ádám Gyurcsó              |
| 51 | Israele (bandiera)  | A     | Omri Altman               |
| 66 | Cipro (bandiera)    | C     | Rafail Mamas              |
| 78 | Cipro (bandiera)    | P     | Andreas Paraskevas        |
| 88 | Ghana (bandiera)    | A     | Ernest Asante             |
|    | Spagna (bandiera)   | A     | Fran Sol                  |
|    | Spagna (bandiera)   | P     | Iago Herrerín             |
|    | Francia (bandiera)  | D     | Valentin Roberge          |
|    | Cipro (bandiera)    | D     | Andreas Kapsis            |
|    | Cipro (bandiera)    | A     | Lampros Michail Konstanti |
|    | Cipro (bandiera)    | C     | Antonis Christaki         |
|    | Cipro (bandiera)    | C     | Giorgos Mavris            |
|    | Cipro (bandiera)    | D     | Sotiris Georgiou          |
|    | Croazia (bandiera)  | C     | Marin Jakoliš             |